# 白川町立黒川小学校
白川町立黒川小学校（しらかわちょうりつ くろかわしょうがっこう）は岐阜県加茂郡白川町にある公立の小学校。校区は黒川である。 

## 沿革
- 1971年（昭和46年）4月 - 黒川中小学校、黒川東小学校、黒川西小学校を統合し、白川町立黒川小学校として開校。統合校舎未完成のため、統合前の校舎を分教室とする。
- 1973年（昭和48年） - 現在地に統合校舎（鉄筋コンクリート造3階建）、体育館が完成。各分教室を廃止。